# Mohammed Siad Barre
Mohammed Siad Barre (in somalo: Maxamed Siyaad Barre; in arabo: محمد سياد بري; Scilave, 6 ottobre 1919 – Lagos, 2 gennaio 1995) è stato un politico e generale somalo, presidente e dittatore della Repubblica Democratica Somala dal 1969 al 1991. Parlava fluentemente somalo, arabo, inglese e italiano.

## Biografia

### Gli inizi nella Somalia italiana
Mohamed Siad Barre nacque in un periodo in cui i documenti di nascita erano sconosciuti in Somalia, ma è generalmente accettato che il suo anno di nascita sia successivo al 1910. Orfano di un pastore dell'Ogaden , senza alcuna istruzione scolastica, nel 1935 entra nel corpo di polizia indigeno della Somalia italiana (Zaptié) e partecipa al teatro meridionale della conquista italiana dell'Etiopia nel 1936. Nel 1941 si unì alle forze di polizia locali, allora sotto l'autorità dell'esercito britannico che occupava il paese dall'inizio delle ostilità della seconda guerra mondiale; la carriera di Mohammed nelle forze di polizia continuò poi nella capitale, Mogadiscio, dove proseguì anche gli studi, completando la scuola secondaria. Nel 1950, quando gli inglesi lasciarono il governo all'amministrazione fiduciaria italiana, Mohammed Siad aveva raggiunto il grado più alto possibile per un indigeno, quello di ispettore capo di polizia.
Dal 1952 al 1954 frequentò la Scuola allievi sottoufficiali Carabinieri di Firenze e, con il grado di sottotenente del Gruppo Carabinieri somali, fece ritorno nel paese; nel 1958 raggiunse il grado di maggiore, a capo del Corpo di Sicurezza dell'AFIS nella capitale.

### Indipendenza e colpo di Stato
Con l'indipendenza della Somalia nel 1960, entra nell'esercito nazionale, come vice comandante in capo.
All'inizio degli anni '60, in occasione di esercitazioni congiunte con ufficiali sovietici, ha modo di conoscere le teorie del marxismo, ne abbraccia gli ideali e diviene un sostenitore del governo marxista-leninista in stile sovietico. La breve guerra di confine contro l'Etiopia nel 1964 fu combattuta in condizioni di grave impreparazione, in cui l'esercito fu tagliato fuori dalle proprie linee. Barre viene successivamente nominato comandante dell'esercito.
Il 15 ottobre 1969, il presidente Abdirashid Ali Shermarke viene assassinato a Las Anod da un poliziotto mentre visitava un'area colpita dalla siccità nel nord della Somalia e il paese si trova sull'orlo della guerra civile. 
Con un colpo di Stato da lui stesso architettato e portato a compimento, nelle prime ore del 21 ottobre 1969, truppe militari e autoblindo nelle principali città della Somalia occupano le posizioni chiave. Tutti i membri del parlamento e diversi politici legati a capi tribù o interessi stranieri sono arrestati dalla polizia, guidata dal generale Jama Ali Korshel, che sosteneva il colpo di stato.
Barre prende così il controllo, proclamando la Seconda Repubblica e decretando l'uguaglianza di tutti i cittadini, uomini e donne, in una società, come quella Somala, arcaica e maschilista. Il presidente ad interim Mukhtar Mohamed Hussein viene deposto, e il potere passa ai generali del Consiglio Rivoluzionario Supremo, da lui presieduto.

### Regime autoritario
Inizialmente si presenta come un "tiranno illuminato": crea un sistema a partito unico, instaura un sistema di gratuità delle cure mediche e di istruzione scolastica, rendendo obbligatorio l'insegnamento della lingua somala. Nel 1972, dopo un lungo dibattito sull'opportunità di utilizzare l'alfabeto arabo o quello osmanya, ideato negli anni venti, in un Paese in cui la lingua somala era utilizzata soltanto oralmente, promuove l'introduzione dell'alfabeto latino. Questo crea un senso di unità nazionale, ma costituisce un problema di comunicazione per le nuove generazioni, che necessitano di una terminologia scientifica e commerciale. Molte tribù nomadi acquisiscono una residenza stabile, la maggior parte si inurba nei dintorni di Mogadiscio. Il regime non ammette la coesistenza di un pericoloso contropotere religioso: non sono infrequenti le esecuzioni di santoni che si oppongono a Siad Barre, seguace del socialismo scientifico e sostenitore della laicità dello Stato.
Barre istituisce il 10 gennaio 1970 il Servizio di sicurezza nazionale, i primi servizi segreti della Somalia, creati sul modello del KGB sovietico e rivelatisi un efficace strumento di spionaggio all'estero e controllo del paese. Nel 1976 fonda il Partito Socialista Rivoluzionario Somalo. In seguito, si indirizza verso una politica sempre più autoritaria e verso un culto esasperato della personalità. Cercò in ogni modo di reprimere il dissenso interno, come con l'ex-ministro Mohamed Aden Sheikh, incarcerato per due volte a Labatan Girow senza prove.

### Alleanze internazionali
Durante gli anni della guerra fredda, sia gli Stati Uniti sia l'Unione Sovietica si interessarono alla Somalia, data la sua posizione strategica all'ingresso del Mar Rosso.
Siad Barre creò un'intesa con quest'ultima, ma il patto si ruppe nel 1977, quando la Somalia ingaggiò un conflitto con l'Etiopia per il controllo dell'Ogaden. Gli USA rientrarono allora in scena e sostennero la Somalia con circa 100 milioni di dollari di aiuti economici e militari. Nell'ottobre del 1977 un commando palestinese, con l'aiuto della RAF tedesca, dirottò un aereo della Lufthansa partito da Palma di Maiorca facendolo atterrare a Mogadiscio. Il cancelliere tedesco Helmut Schmidt si trovò a dover negoziare con Siad Barre per far sì che la squadra anti-terrorismo GSG-9 intervenisse sull'aeroporto per liberare gli ostaggi.

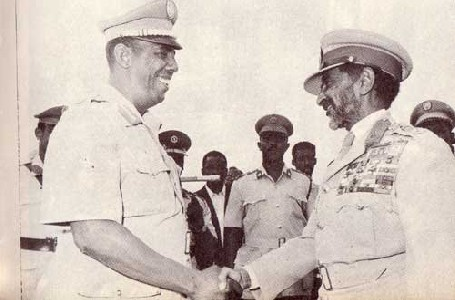
Barre incontra Hailé Selassié

Verso la fine degli anni 1980, a causa di una rapida perdita di consensi, si rafforzò l'opposizione interna e Siad Barre assunse comportamenti sempre più deliranti. Mantenne comunque un ottimo rapporto diplomatico con l'Italia, tanto che nel 1985 il presidente del Consiglio Bettino Craxi - dopo una vista ufficiale nello Stato africano - firmò un accordo col quale concesse al governo di Mogadiscio la cifra record di 550 miliardi di lire dell'epoca. Per i suoi buoni rapporti col leader del garofano (nominò anche suo cognato Paolo Pillitteri console onorario della Somalia a Milano), Barre definì il suo Paese "la ventunesima regione d'Italia".

### Incidente d'auto
Il 23 maggio 1986, Barre fu coinvolto in un incidente automobilistico vicino a Mogadiscio nel quale rischiò la vita e che gli produsse molte ferite gravi; durante un forte temporale, l'auto su cui viaggiava tamponò violentemente un autobus. In un ospedale saudita venne curato, per diversi mesi, dalle ferite alla testa, dalle costole rotte e dallo shock. Il vicepresidente dell'epoca, il tenente generale Muhammad Ali Samatar, durante la degenza di Barre servì come Capo di Stato de facto. Sebbene Barre fosse riuscito a recuperare abbastanza per presentarsi come candidato-unico alle elezioni presidenziali del 23 dicembre 1986, alla fine del settennato, la sua debole salute e la sua età avanzata produssero delle speculazioni su chi sarebbe stato il suo successore al potere. Tra i possibili contendenti figurava il generale Ahmed Suleiman Abdile (nonché genero di Barre), all'epoca Ministro dell'Interno, in aggiunta al generale Muhammad Ali Samatar.

### Guerra civile e caduta
Le elezioni presidenziali del 1986, indette al fine di legittimare un potere ormai in crisi, si svolsero senza sfidanti, in forma plebiscitaria. Nel luglio del 1990, in occasione di una partita di calcio allo stadio della Capitale, Barre fece aprire il fuoco sugli spettatori perché questi avevano manifestato rumorosamente il loro dissenso verso il dittatore. Nel nord del paese si sviluppò un movimento di liberazione somalo, grazie anche ai finanziamenti dell'Etiopia. La repressione fu spietata e Barre fece strage di civili (più di 50 000 morti fra il 1988 e il 1990, uno dei conflitti più sanguinosi della storia dell'Africa). Fece intervenire anche l'aviazione per bombardare la città di Hargheisa nel 1988.
Il conflitto degenerò rapidamente in una sanguinosa guerra civile. Le truppe ribelli del generale Aidid all'inizio del 1991 invasero Mogadiscio e si scontrarono con le forze governative, sconfiggendo Barre e costringendolo a lasciare la città la sera del 26 gennaio. Siad Barre venne destituito e riparò nel sud ovest del paese, in una regione controllata da suo genero Mohamed Said Hersi. Da lì tentò due volte di riprendere il potere su Mogadiscio, ma Aidid ne decretò l'esilio nel maggio del 1992. Riparò allora su Nairobi, ma la levata di scudi dell'opposizione al governo keniota indussero Barre a trasferirsi dopo due sole settimane a Lagos in Nigeria, malgrado alcuni suoi fedeli lo spingessero a riprendere il potere. In Nigeria morirà per una crisi cardiaca il 2 gennaio del 1995: i resti verranno inumati in Somalia nella sua città natale.